# Philippe Muray
Philippe Muray (Angers, Francia, 10 de junio de 1945 – París, 2 de marzo de 2006) fue un novelista y ensayista francés. En 2002, Daniel Lindenberg lo incluyó en su lista de "nuevos reaccionarios", junto con Michel Houellebecq, Maurice Dantec, Alain Badiou, Alain Finkielkraut y otros. En 2010, el actor francés Fabrice Luchini leyó algunos de sus escritos en el Théâtre de l'Atelier en París, lo que provocó una controversia en la prensa francesa.

## Biografía
Hijo de un traductor y de su esposa, una devota lectora, estudió humanidades en París. Durante algunos meses, en 1983 enseñó literatura francesa en la Universidad de Stanford, en California. Allí desarrolló el concepto de L'empire du bien, y agrupó los materiales que le sirvieron para su libro Le XIXe siècle à travers les âges ("El siglo XIX a través de las edades"), publicado en 1984. En ese libro se subraya la importancia del ocultismo en el origen del movimiento socialista. 
Publicó un polémico ensayo sobre Céline, en el que trató de explicar el feroz antisemitismo del médico y aclamado autor de Viaje al fin de la noche. Philippe Muray llegó a argumentar que el antisemitismo de Céline fue en parte debido a sus fuertes convicciones sobre higiene social, pues como los nazis, Céline creía que los judíos eran un obstáculo para el progreso de la Humanidad.
Philippe Muray murió el 2 de marzo de 2006 de cáncer de pulmón. Fue enterrado en el Cementerio de Montparnasse en París.

## Escritos
En artículos y ensayos publicados en diversas revistas francesas como L'Atelier du roman, Muray criticó lo que él veía como absurdo y anómalo en el mundo contemporáneo. Siempre escribió desde un tono polémico y su perspectiva fue la de un intelectual antimoderno. También escribió varias obras de ficción, la mayoría bajo seudónimos, las cuales aún están inéditas.
El estilo de Muray es a menudo detallista, insistente y con un matiz cómico. Él se describe a sí mismo como un admirador de Céline, Balzac o Péguy. Acuñó numerosos neologismos, sobre todo peyorativos, como "Mutin de Panurge" (cualquier persona crédula que se considera a sí mismo rebelde y librepensadora, siguiendo las últimas tendencias de la época); "Artistocrate" (artista que está completamente alineado, oculto bajo la estructura del poder político de la época, y cuya actividad artística se convierte en la de un cargo del régimen, como lo fue el Antiguo Régimen); "Rebellocrate" (persona que pretende ser radical, pero de hecho, se alía con la estructura de poder). La última es de alguna manera similar al concepto de "recuperación". En particular, criticó una nueva forma de "Homo Sapiens", aquel dedicado al placer y la realización personal, al que llamó "Homo Festivus".
Ante todo, Muray es un novelista cuya intención primera es describir las costumbres de sus días y sus consecuencias. Pero Muray fue también un intelectual interesado en los grandes cambios políticos y culturales. En su no ficción, en su obra "El siglo XIX a través de las edades", Muray pasó a explicar que la caída de la Iglesia tras la Revolución francesa dio lugar a una ola de ocultismo, protosocialismo y parapsicología, de pensamiento mágico que en definitiva está en la base de los actuales movimientos políticos como el feminismo, el marxisimo, el "lepenismo" o el ecologismo. Para Muray, intelectuales como Auguste Comte, Jules Michelet Victor Hugo, Sigmund Freud, Helena Blavatsky, Émile Zola o hasta un Lenin o un Hitler estaban más cerca de las creencias ocultistas que de la razón cartesiana.
Muray fue criticado por el historiador estadounidense Eugen Weber, en su libro en France, Fin de Siècle. Si bien estaba de acuerdo con la idea de que hubo un importante nexo entre el ocultismo y el primer socialismo del siglo XIX en Francia, su evaluación general fue que era un "palabreo pretencioso, terriblemente mal libro [...] Los estudiantes serios harían mejor [...] volviendo al libro de Auguste Viatte Sources occultes de Romantisme".

## Obras
- Une arrière-saison, Flammarion, 1968.
- Au cœur des Hachloums, Gallimard, 1973.
- Chant pluriel, Gallimard, 1973.
- Jubila, Seuil, 1976.
- L'Opium des lettres, Christian Bourgois, 1979.
- Céline, Seuil, coll. « Tel Quel », 1981.
- Le XIXe siècle à travers les âges, Denoël, 1984. Gallimard, 1999.
- Postérité, Grasset, 1988.
- L'Empire du Bien, Les Belles Lettres, 1991.
- La Gloire de Rubens, Grasset, 1991.
- On ferme, Les Belles Lettres, 1997.
- Exorcismes spirituels
  - Tomo 1 : Rejet de greffe, Les Belles Lettres, 1997.
  - Tomo 2 : Les Mutins de Panurge, Les Belles Lettres, 1998.
  - Tomo 3 : Exorcismes spirituels III,[5] Les Belles Lettres, 2002.
  - Tomo 4 : Moderne contre moderne, Les Belles Lettres, 2005.
- Après l'Histoire
  - Tomo 1, Les Belles Lettres, 1999.
  - Tomo 2, Les Belles Lettres, 2000.
- Désaccord parfait, Gallimard, 2000.
- Chers djihadistes…, Fayard - Mille et une Nuits, 2002.
- Minimum respect, Les Belles Lettres, 2003 (poemas).
- Roues carrées, Fayard, 2006.
- Le Portatif, 1001 Nuits, 2006.
- Le Sourire à visage humain, Manitoba / Les Belles Lettres, 2007.
- Ultima Necat I. Journal intime 1978-1985, postface d'Anne Sefrioui-Muray, Les Belles Lettres, 2015.
- Ultima Necat II. Journal intime 1986-1988, Les Belles Lettres, 2015.
- Ultima Necat III. Journal intime 1989-1991, Les Belles Lettres, 2019.